# Yellapur
Yellapur (en canarés: ಯಲ್ಲಾಪುರ ) es una ciudad de la India en el distrito de Uttara Kannada, estado de Karnataka.

## Geografía
Se encuentra a una altitud de 563 m s. n. m. a 439 km de la capital estatal, Bangalore, en la zona horaria UTC +5:30.

## Demografía
Según estimación 2012 contaba con una población de 22 004 habitantes.